# Teodora Injac
Teodora Injac (en serbe : Теодора Ињац) est une joueuse d'échecs serbe née le 26 mai 2000 à Belgrade, grand maître international féminin depuis 2021.

## Biographie et carrière
Teodora Injac remporte à plusieurs reprises le championnat de Serbie d'échecs. Lors de l'édition de 2018,  organisée en mars 2018 à Kragujevac, elle devient la plus jeune vainqueure du championnat féminin de Serbie en remportant le titre à l'âge de 17 ans. Teodora Injac remporte de nouveau le titre national en 2019, et une troisième fois consécutive en 2020. Lors de cette dernière édition, elle prend une nette avance dès le début du tournoi et l'emporte tranquillement, avec un point d'avance finalement, sans trembler.
Teodora Injac obtient le titre de maître FIDE en 2015. Elle devient maître internationale féminine deux ans plus tard et grand maître international féminine en 2021.
Le 11 avril 2025, elle remporte le Championnat d'Europe d'échecs une ronde avant la fin, avec 9 victoires consécutives.

## Résultats
| Année | Lieu   | Résultat           | Ultime adversaire | Adversaires battues                                     |
| ----- | ------ | ------------------ | ----------------- | ------------------------------------------------------- |
| 2021  | Sotchi | deuxième tour      | Kateryna Lagno    | Dina Belenkaïa                                          |
| 2023  | Bakou  | huitième de finale | Polina Chouvalova | Nurai Sovetbekova, Sophie Milliet, Alexandra Kosteniouk |